# Мачета убија
Мачета убија (енгл. Machete Kills) амерички је акционо-експлоатациони филм из 2013. године, сценаристе и редитеља Роберта Родригеза. Темељи се на истоименом лику из франшизе Деца шпијуни, наставак је филма Мачета, као и трећи филм темељен на лажном трејлеру у филму Грајндхаус. Главне улоге глуме Дани Трехо, Мишел Родригез, Софија Вергара, Амбер Херд, Антонио Бандерас, Кјуба Гудинг Јуниор, Волтон Гогинс, Вилијам Садлер, Демијан Бичир и Мел Гибсон. Филм прати насловног бившег савезника, док га регрутује председник САД-а да заустави трговца оружјем и револуционара.
Филм је објављен 11. октобра 2013. у Сједињеним Државама, дистрибутера Open Road Films-а, и 24. октобра 2013. године у Србији, дистрибутера Cinefest-а. Није успео да надокнади свој буџет од 20 милиона долара и добио је углавном негативне критике. Критичари су навели прекомерну употребу тачака заплета, лоше произведен CGI и елементе научне фантастике „неупотребљиве”.

## Радња
Дани Трехо се враћа као Мачета кога, овог пута ангажује председник Сједињених Америчких Држава, за мисију која би била немогућа за било ког смртника. Он мора да спречи ексцентричног милијардера који је сковао план да прошири рат и анархију на планети.

## Улоге
| Глумац              | Улога             |
| ------------------- | ----------------- |
| Дани Трехо          | Мачета Кортез     |
| Мишел Родригез      | Луз               |
| Мел Гибсон          | Лутер Воз         |
| Софија Вергара      | мадам Десмодена   |
| Амбер Херд          | Бланка Васкез     |
| Демијан Бичир       | Маркос Мендез     |
| Чарли Шин           | председник Ретрок |
| Волтон Гогинс       | ел Камелеон 1     |
| Кјуба Гудинг Јуниор | ел Камелеон 2     |
| Лејди Гага          | ла Камелеон       |
| Антонио Бандерас    | ел Камелеон 4     |
| Ванеса Хаџенс       | Сереза            |
| Алекса Вега         | Килџој            |
| Вилијем Седлер      | шериф Доукс       |